# Derezzed
Derezzed è un singolo del gruppo musicale francese Daft Punk, pubblicato l'8 dicembre 2010 come unico estratto dalla colonna sonora Tron: Legacy (Original Motion Picture Soundtrack).

## Video musicale
Il duo entra in una sala giochi abbandonata chiamata "Flynn's" per giocare a un videogioco arcade impolverato e malfunzionante chiamato "Derezzed". Guy-Manuel de Homem-Christo gioca come primo giocatore mentre Thomas Bangalter come secondo. Il gioco si svolge in un'arena virtuale in cui i giocatori si devono sfidare a un duello del medioevo attualizzato all'era digitale. Al termine del video si scopre che il vincitore, il secondo giocatore, è Quorra, interpretata da Olivia Wilde.

## Tracce
1. Derezzed – 1:44